# Melanthia alaudaria
Melanthia alaudaria is een vlinder uit de familie spanners (Geometridae). De wetenschappelijke naam is voor het eerst geldig gepubliceerd in 1846 door  Freyer.
De soort komt voor in Europa.